# Carl Wilhelm Graf von Keyserlingk
Carl Wilhelm Graf von Keyserlingk (* 14. August 1869 in Jakobsdorf, Schlesien; † 28. Dezember 1928 in Breslau) war ein deutscher Landwirt, Gutsverwalter und Anthroposoph.

## Leben
Carl Wilhelm Graf von Keyserlingk wurde auf dem elterlichen Gut im schlesischen Jakobsdorf geboren. Sein Vater war der deutschbaltische Forschungsreisende und Zoologe Eugen von Keyserling, seine Mutter die deutsche Frauenrechtlerin und DNVP-Politikerin Margarete Grafin von Keyserlingk geb. von Dönniges.
Keyserlingk absolvierte zunächst eine landwirtschaftliche Ausbildung und trat danach in das Feldartillerie Regiment „von Peucker“ (1. Schlesisches) Nr. 6 (FAR 6) zu Breslau ein. Stationiert wurde er in den Bürgerwerder Kasernen.
Am 21. Januar 1899 heiratete Keyserlingk Johanna Clara Skene (* 26. März 1879 in Breslau; † 16. März 1966 in Teinach, Schwarzwald). Dem Ehepaar wurden die beiden Söhne Wolfgang (*1899-†1962) und Adalbert (*1905-†1993) geboren.
Nachdem Keyserlingk in das Unternehmen seines Schwiegervaters, des Zuckerfabrikanten Karl von Skene, eingetreten war, wurde er dort zum Leiter der Landwirtschaft und später auch Mitglied des Vorstandes.
Ab 1904 war Keyserlingk für die Bewirtschaftung eines Gutes in Koberwitz zuständig. Dort fand aufgrund der Einladung Keyserlingks 1924 der so genannte »Landwirtschaftliche Kurs« von Rudolf Steiner statt, mit dem die biologisch-dynamische Landwirtschaft ihren Anfang nahm. Noch während der Veranstaltung in Koberwitz wurde ein »Landwirtschaftlicher Versuchsring« gegründet, in dem Keyserlingk zum ersten Vorsitzenden wurde. Aus diesem Versuchsring gingen später der »Demeter-Verband« und die »Biodynamic Federation Demeter International e.V.« hervor.
1926 hat Keyserlingk sich aus allen operativen Tätigkeiten des inzwischen fusionierten Unternehmens »vom Rath, Schoeller & Skene« zurückgezogen, bevor er 1928 das Unternehmen gänzlich verließ. Nachdem er die Güter »Sasterhausen« und »Raaben« erworben hatte, ist Carl Wilhelm Graf von Keyserlingk in Breslau verstorben.